# Enforcers FC
El Enforcers es un equipo de fútbol de Anguila que milita en la Liga de Fútbol de Anguila, la máxima división del territorio. Así como todos los demás equipos de Anguila, suele jugar sus partidos en el Parque Ronald Webster, más específicamente en el Technical Center

## Historia
Fue fundado como Police Football Club esto debido a que el equipo se compone de miembros de la Real Fuerza Policial de Anguila (Royal Anguilla Police Force en inglés), cambió su nombre al actual en el campeonato 2017-18. Ha tenido regular participación en la primera división desde la temporada 2016-17, sin embargo, se desconoce si ha participado en ediciones anteriores a la temporada 2012-13. Sus colores son el azul marino y el naranja, su camiseta las últimas 2 temporadas es azul con blanco. 
En la temporada 2018 terminó en tercer lugar de la clasificación con cuatro victorias , un empate y dos derrotas. Ya en 2020 se clasificó a la Fase Final terminando cuarto lugar en la clasificación; en semifinales fue vencido por Roaring Lions 5 - 2 y también perdió el partido por el tercer puesto frente a Kicks United en ronda de tiempos extra 1 - 1 (1 - 3)
En 2020 se destacaron las actuaciones del sanvicentino Sylvanus James y el jamaiquino Sean Isaacs con 12 y 5 goles respectivamente, James quedando en el tercer puesto de los máximos goleadores.